# Nycteris aurita
Nycteris aurita (K. Andersen, 1912) è un pipistrello della famiglia dei Nitteridi diffuso in Africa orientale.

## Descrizione

### Dimensioni
Pipistrello di piccole dimensioni, con la lunghezza totale tra 86 e 106 mm, la lunghezza dell'avambraccio tra 37 e 45 mm, la lunghezza della coda tra 45 e 56 mm, la lunghezza del piede tra 10 e 11 mm, la lunghezza delle orecchie tra 25 e 31 mm e un peso fino a 12,3 g.

### Aspetto
La pelliccia è lunga, arruffata e lanuginosa. Le parti dorsali variano dal grigio-brunastro scuro al marrone scuro, mentre le parti ventrali sono più chiare. Il muso è privo di peli e con un solco longitudinale che termina sulla fronte in una profonda fossa. Le orecchie sono molto lunghe, strette, con l'estremità arrotondata ed unite anteriormente alla base da una sottile membrana cutanea. Il trago è stretto, con il bordo posteriore leggermente convesso e privo di incavo. Le membrane alari sono bruno-nerastre. Gli arti inferiori sono lunghi e sottili, mentre i piedi, le dita e gli artigli sono molto piccoli. La coda è lunga, con l'estremità che termina con una struttura cartilaginea a forma di T ed è inclusa completamente nell'ampio uropatagio.

## Biologia

### Alimentazione
Si nutre di insetti.

### Riproduzione
Femmine che allattavano sono state catturate in Tanzania i primi di maggio e alla fine di dicembre. Insieme a queste ultime vi erano presenti anche tre maschi sessualmente attivi. 

## Distribuzione e habitat
Questa specie è diffusa in Etiopia meridionale, Somalia, Sudan del Sud, Uganda, Kenya e Tanzania.
Vive in boschi e arbusteti decidui misti di Acacia e Commiphora, talvolta in prossimità di fiumi e foreste ripariali. È presente anche in foreste costiere, piantagioni di noci da cocco e in prati vicino a mangrovie.

## Conservazione
La IUCN Red List, considerato il vasto areale e la popolazione presumibilmente numerosa, classifica N.aurita come specie a rischio minimo (Least Concern)).